# Дог-Крік 1
Дог-Крік 1 (англ. Dog Creek 1) — індіанська резервація в Канаді, у провінції Британська Колумбія, у межах регіонального округу Карібу.

## Населення
За даними перепису 2016 року, індіанська резервація нараховувала 79 осіб, показавши скорочення на 1,3%, порівняно з 2011-м роком. Середня густина населення становила 57,9 осіб/км².
З офіційних мов обидвома одночасно не володів жоден з жителів, тільки англійською — 80. Усього 10 осіб вважали рідною мовою не одну з офіційних, з них усі — одну з корінних мов.
Працездатне населення становило 58,3% усього населення, усі були зайняті.

## Клімат
Середня річна температура становить 4,9°C, середня максимальна – 20,5°C, а середня мінімальна – -14,4°C. Середня річна кількість опадів – 359 мм.
| Клімат поселення                              | Клімат поселення | Клімат поселення | Клімат поселення | Клімат поселення | Клімат поселення | Клімат поселення | Клімат поселення | Клімат поселення | Клімат поселення | Клімат поселення | Клімат поселення | Клімат поселення | Клімат поселення |
| Показник                                      | Січ.             | Лют.             | Бер.             | Квіт.            | Трав.            | Черв.            | Лип.             | Серп.            | Вер.             | Жовт.            | Лист.            | Груд.            |                  |
| Середній максимум, °C                         | −1,08            | 2,54             | 7,53             | 11,74            | 16,67            | 20,22            | 20,48            | 20,24            | 15,56            | 9,60             | 2,30             | −2,85            |                  |
| Середня температура, °C                       | −7,75            | −4,13            | 0,86             | 5,08             | 10,00            | 13,54            | 16,47            | 16,23            | 11,54            | 5,60             | −1,7             | −6,84            |                  |
| Середній мінімум, °C                          | −14,42           | −10,79           | −5,82            | −1,59            | 3,34             | 6,86             | 12,47            | 12,21            | 7,54             | 1,60             | −5,71            | −10,86           |                  |
| Норма опадів, мм                              | 28               | 20               | 19               | 16               | 32               | 58               | 39               | 42               | 26               | 24               | 24               | 31               |                  |
| Середньомісячна швидкість вітру, м/с          | 2.10             | 2.24             | 2.53             | 2.73             | 2.57             | 2.37             | 2.21             | 2.04             | 2.01             | 2.33             | 2.37             | 2.22             |                  |
| Середньомісячна сонячна радіація, кДж/м²·день | 3107             | 6038             | 10865            | 15743            | 19150            | 20721            | 21359            | 18126            | 12622            | 6956             | 3478             | 2399             |                  |
| --------------------------------------------- | ---------------- | ---------------- | ---------------- | ---------------- | ---------------- | ---------------- | ---------------- | ---------------- | ---------------- | ---------------- | ---------------- | ---------------- | ---------------- |
| Джерело:                                      |                  |                  |                  |                  |                  |                  |                  |                  |                  |                  |                  |                  |                  |